# Lycosa wadaiensis
Lycosa wadaiensis là một loài nhện trong họ Lycosidae.
Loài này thuộc chi Lycosa. Lycosa wadaiensis được Carl Friedrich Roewer miêu tả năm 1960.